# 唐津軌道
唐津軌道（からつきどう）は、かつて佐賀県東松浦郡浜崎村浜崎（現・唐津市浜玉町浜崎）と同郡佐志村佐志（現・唐津市佐志中通）の間を結んでいた軽便鉄道の路線、およびその運営会社である。

## 沿革
- 1896年（明治29年）2月 松浦橋竣工、渡船廃止。
- 1899年（明治32年）6月 満島馬車鉄道に軌道敷設認可。
- 1900年（明治33年）6月10日 浜崎 - 満島間開業。
- 1901年（明治34年）4月 松浦橋を2万円で買収し、橋梁上に軌道を敷設。満島 -  橋南間開業。
- 1903年（明治36年）橋南 - 大手前間開業。
- 1909年（明治42年）10月1日 松浦橋崩落、当分の間仮橋を用いて徒歩連絡。
- 1911年（明治44年）
  - 4月20日 唐津軌道株式会社設立。社長に松永安左衛門、取締役に福沢桃介、草場猪之吉、簡牛俊介、石村寅吉[1]。
  - 10月11日 路線が満島馬車鉄道から唐津軌道に譲渡。
- 1912年（明治45年）4月24日 松浦橋再落成、徒歩連絡を終了。
- 1913年（大正2年）
  - 日付不詳 この年までに大手前 - 西唐津間、西唐津 - 佐志間開業。
  - 11月25日 唐津軌道が九州電灯鉄道と合併。
- 1922年（大正11年）
  - 5月17日 九州電灯鉄道が関西電気と合併。
  - 6月30日 関西電気が東邦電力に社名を変更。
- 1930年（昭和5年）11月28日 廃止

## 路線データ
廃線時
- 路線距離：11.4km
- 軌間：1067mm
- 停留所数：15
- 複線区間：なし（全線単線）
- 電化区間：なし（全線非電化）

## 停留所一覧
浜崎 - 新茶屋 - 二軒茶屋 - 東唐津駅前 - 満島 - 橋南 - 材木町 - 銀行前 - 大手前 - 坊主町 - 踏切前 - 西唐津 - 観音谷 - 八幡橋 - 佐志

## 遺構など
遺構はほとんど残っていないが、踏切前駅 - 西唐津駅間でJR唐津線を越えるために設けられた橋の脚が残されている。